# A revisão histórica da Inquisição
A revisão histórica da Inquisição é um processo historiográfico que começou a surgir na década de 1970, com a abertura de arquivos anteriormente fechados, o desenvolvimento de novas metodologias históricas e, na Espanha, a morte do ditador  Francisco Franco em 1975. Novas obras do revisionismo histórico pretendem mudar o conhecimento corrente da história das Inquisições romana e espanhola, entre outras.
Os escritores associados a esse projeto compartilham a visão de Edward Peters, um historiador de destaque no campo, que afirma: "A Inquisição foi uma imagem montada a partir de um corpo de lendas e mitos que, entre os séculos XVI e XX, estabeleceram a percepção do caráter  dos tribunais inquisitoriais e influenciaram todos os esforços subsequentes para recuperar sua realidade histórica". Peters  anota que todos os  estados europeus baseavam a sua legitimidade em motivos religiosos, e praticamente todos os estados europeus perseguiram minorias religiosas.

## Resumo
Inquisições eram investigações eclesiásticas conduzidas diretamente pela Igreja Católica ou por autoridades seculares com o apoio da Igreja. Essas investigações foram realizadas em momentos variados em diferentes regiões, sob a autoridade do bispo local e seus designados ou sob o patrocínio de legados designados pelo papa. O objetivo de cada inquisição era específico às circunstâncias excepcionais da região em que era realizada. As investigações geralmente envolviam um processo legal, cujo objetivo era obter uma confissão e punição ou reconciliação com a Igreja daqueles acusados de heresia, apostasia ou feitiçaria ou de participar de atividades contrárias à lei canônica da Igreja. Os objetivos das inquisições eram garantir o arrependimento e castigo  dos acusados e manter a autoridade da Igreja. Inquisições foram conduzidas com a colaboração de autoridades seculares. Se uma investigação resultasse em uma pessoa condenada por heresia e a falta de vontade de se arrepender, a punição era administrada pelas autoridades seculares.
"Até recentemente, a literatura inspirada pelos protestantes sobre a Inquisição tendia a ser hostil à Igreja Católica em si, enquanto a literatura católica tendia a ser estritamente apologética e justificativa"- diz o Reverendo  Brian Van Hove. Para os estudiosos protestantes do século XIX, como William H. Prescott e John Lothrop Motley, a Inquisição Espanhola representou "o símbolo da intolerância religiosa e do poder eclesiástico". Prescott comparou-a a "um olho que nunca dormia" à procura de desvios.
Henry Charles Lea escreveu A História da Inquisição da Idade Média (1888) e A História da Inquisição da Espanha (1906). Uma história da Inquisição da Espanha foi considerada ao mesmo tempo inovadora e polêmica. Seus estudos foram criticados por alegado viés anticatólico e antiespanhol. Lea descreveu a Inquisição como "um mecanismo de  imenso poder, constantemente aplicado para a promoção do obscurantismo, a repressão do pensamento, a exclusão de ideias estrangeiras e a obstrução do progresso", um absolutismo teocrático no seu pior,  que enfraqueceu a Espanha a ponto de minar seu império no exterior e, finalmente, contribuir para sua derrota durante a Guerra Hispano-Americana de 1898. Tanto Juan Antonio Llorente, em sua História Crítica da Inquisição Espanhola (1817), como Lea, tiveram acesso a documentos originais; Llorente porque fez parte da própria Inquisição, de que disse conhecer a sua criação o suficiente para a considerar "viciosa na sua origem, constituição, e leis apesar dos escritos apologéticos em seu favor" .
Embora a Inquisição Espanhola tenha sido criada essencialmente com o objectivo de lidar com o alegado problema da judaização entre a grande população espanhola de conversos (judeus convertidos ao cristianismo),durante muito tempo esteve associada principalmente à perseguição de protestantes, que só aconteceu porém a partir de fins do século XVI. Historiadores do século XIX,como José Amador de los Ríos, contribuíram para mudar esta percepção.

## Estudos mais recentes
As duas fontes mais significativas e amplamente citadas dessa análise revisada da historiografia dos procedimentos inquisitoriais são Inquisition (1988), de Edward Peters, e The Spanish Inquisition: An Historical Revision (1997), de Henry Kamen. Esses trabalhos se concentram na identificação e correção do que eles argumentam serem conceitos errôneos populares modernos sobre as inquisições e interpretações históricas erradas das suas atividades. O livro de Kamen de 1997 é atualizado e revisado a partir de uma edição publicada pela primeira vez em 1965. Kamen considera que a Inquisição na Espanha foi motivada mais por considerações políticas do que religiosas, que os monarcas rotineiramente protegiam aqueles próximos à coroa e que em Aragão grandes áreas desafiavam ou dificultavam as suas operações. Eric Rust, da Baylor University, descreve o trabalho de Kamen como "uma revisão histórica no seu melhor".
Helen Rawlings credita a Kamen o lançamento de um movimento para revisitar o registro histórico. Rawlings identifica quatro fases distintas, pois com o tempo a Inquisição na Espanha se adaptou às novas condições. De 1480 a 1525, houve uma intensa perseguição de conversos suspeitos de continuar praticando o judaísmo,  punidos com  grande rigor. De 1525 a 1630, houve uma crescente preocupação com a possível influência protestante (de impacto negligenciável na Espanha) sobre os "cristãos-velhos". Um período menos ativo,  de 1630 a 1725,  olhou  periodicamente  para os "cristãos-novos"  portugueses que operavam nos setores comerciais espanhóis; e de 1725 a 1824, tradicionalistas e liberais discutiram o futuro da instituição.

## As Inquisições na França

### O "Grande Programa"
Durante o século XI, uma nova onda de religiosidade varreu a Europa, alegando que a perspectiva de salvação no mundo aumentaria muito se o mundo fosse reformado. Além disso, o próprio papado passou por reformas no final do século XI e, de acordo com Peters, a Igreja começou a conceber seu "grande programa de santificação do mundo".  Esse "grande programa" era uma combinação do desejo da Igreja de reformar sua vida institucional, libertar-se do controle secular e construir uma sociedade cristã. Havia também uma opinião crescente de que aqueles que se rebelavam contra as crenças da igreja (hereges) ou aqueles que se comportavam de uma maneira "não-cristã" não eram simplesmente almas desencaminhadas num "mundo cheio de tentações, mas subversores do novo curso do mundo".
Até o final do século XII, a investigação da heresia era considerada de responsabilidade das igrejas locais e esperava-se que as autoridades seculares locais processasem os hereges. No entanto, em 1179, o "grande programa de santificação do mundo" da Igreja assistiu à criação do III Concílio de Latrão, que incluía vários cânones condenando hereges. Em 1184, o papa Lúcio III emitiu a bula Ad abolendam , que tem sido considerado  como "a carta fundadora da inquisição", que determinava que os detentores de cargos públicos, condes, barões, reitores, nas cidades e outros lugares, deveriam assumir a responsabilidade de punir os hereges que lhe fossem entregues pela Igreja; e qualquer autoridade que falhasse nesse dever seria excomungado, afastado do cargo e despojado de todos os direitos legais. As cidades que abrigassem hereges sofreriam boicotes comerciais, e as terras dos hereges conhecidos declaradas perdidas. 
Finalmente, em 1199, o papa Inocêncio III na bula Vergentis in Senium  equiparou heresia a traição e, em 1208, apelou a uma "cruzada" contra os albigenses, convocando um exército para reduzir pela força o Catarismo.

### A Cruzada Albigense
Segundo Peters, a violência da "Cruzada Albigense" a seguir não estava alinhada com as reformas e os planos de Inocêncio, que enfatizavam a confissão, a reforma do clero e dos leigos e os ensinamentos pastorais para se opor à heresia. Peters afirma que a violência ocorreu devido à "cruzada" estar sob o controle de multidões, pequenos governantes e bispos locais que não apoiavam as ideias de Inocêncio. Exércitos do norte da França varreram o sul e essencialmente erradicaram os albigenses. A paixão incontrolável e prejudicial das multidões locais e caçadores de heresia, a violência dos tribunais seculares e o derramamento de sangue da cruzada albigense provocaram um desejo dentro do papado de implementar maior controle sobre a acusação de heresia. Esse desejo levou ao desenvolvimento de procedimentos legais organizados para lidar com hereges.
Os reformadores protestantes do século XVI frequentemente apontavam os movimentos cátaros e valdenses como parte de uma igreja reformada clandestina que havia sido vítima de perseguição por séculos, embora os cátaros tivessem uma percepção dualista de Deus inquestionavelmente não reformada.

### Códigos e tortura

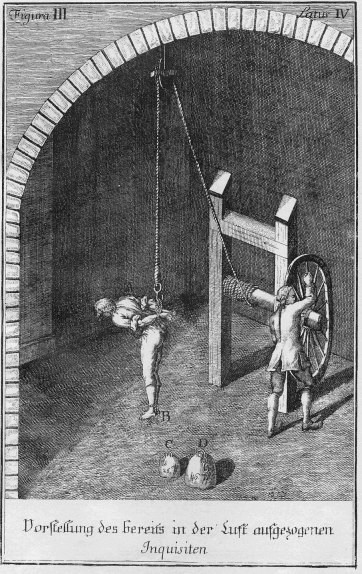
Na tortura do strappado, as mãos da vítima são atadas atrás das costas e o corpo é suspenso pelos pulsos, resultando em ombros deslocados. Pesos podem ser adicionados nos pés.

Geralmente, os tribunais inquisitoriais funcionavam como os tribunais seculares da época, embora suas sentenças e penitências, segundo Edward Peters,  fossem menos cruéis. Vários procedimentos e proteções restringiram a tortura do acusado, embora muita tortura pudesse ser infligida, e a pena capital era executada pelas autoridades seculares devido à proibição clerical de derramar sangue. Tortura era usada para extrair confissões, e não como uma forma de punição usada pelos tribunais seculares. Qualquer confissão feita após ou durante a tortura tinha que ser repetida livremente no dia seguinte sem tortura ou era considerada inválida. Ainda segundo Peters: "Tecnicamente, portanto, a tortura era estritamente um meio de obter a única prova completa disponível (e absolutamente necessária num  crime capital) quando uma grande quantidade de provas parciais existiam e nenhuma outra forma de prova completa estava disponível.   ... [As tarefas dos inquisidores] não eram apenas - ou mesmo primariamente - condenar o herege obstinado, mas ... preservar a unidade da Igreja. (...) os inquisidores eram simultaneamente juristas e pastores."
A bula  Ad extirpanda foi promulgada pelo papa Inocencio IV a 15 de Maio de 1252. No documento,  dado que desde os tempos de Inocencio III a heresia era considerada um crime de lesa majestad, autorizava-se a Inquisição a usar a tortura como meio de confissão.
Após a supressão da heresia albigense no sul da França, no século XIII, os julgamentos inquisitoriais diminuíram diante das necessidades locais mais prementes, e os julgamentos remanescentes foram deixados para as autoridades seculares. Os tribunais inquisitórios conduzidos sob episcopacias locais trabalharam em estreita colaboração com as autoridades seculares locais e lidaram com as circunstâncias locais. O controle regional do processo inquisitorial e as preocupações regionais tornaram-se dominantes. De meados ao final do século XIV, as inquisições encomendadas pelos papas haviam sido dissolvidas em muitas partes da Europa.

## As Inquisições na Espanha

### O anti-semitismo e os "conversos"
Peters escreve: "A partir de meados do século XV, o anti-semitismo religioso se transformou em anti-semitismo étnico, com pouca diferença apercebida entre judeus e conversos, exceto pelo fato de os conversos serem considerados piores que os judeus, porque, como cristãos ostensivos, eles tinham adquirido  privilégios e posições que eram  negadas aos judeus. O resultado desse novo anti-semitismo étnico foi a invocação de uma inquisição para descobrir os falsos conversos que, ao se tornarem cristãos formais, se colocaram sob a sua autoridade". Foi uma mistura acalorada desse preconceito racial e religioso contra os conversos que deu início ao que mais tarde ficou conhecido como "Inquisição Espanhola".
A principal heresia perseguida durante o período de inquisições na Espanha foi a prática secreta do judaísmo entre alguns conversos. (O número de conversos praticando secretamente o judaísmo é desconhecido, mas estudos recentes tendem a documentar a existência de mais deles, e em datas mais posteriores, do que se pensava anteriormente.) Desde o estabelecimento das inquisições até 1530, uma das várias estimativas existentes sugere que aproximadamente 2 a 3 mil "hereges" foram entregues às autoridades seculares para execução na Espanha.
Havia tão poucos protestantes na Espanha,que  a perseguição generalizada ao protestantismo não era fisicamente possível. Na década de 1560, pouco mais de cem pessoas na Espanha foram condenadas por protestantismo e entregues às autoridades seculares para execução. De 1560 a 1599, duzentas pessoas foram acusadas de serem seguidores de Martinho Lutero. "A maioria deles não era, de maneira alguma, protestantes... sentimentos irreligiosos, zombaria bêbada, expressões anticlericais, foram todos classificados de maneira ardilosa pelos inquisidores (ou por aqueles que denunciaram os casos) como 'luteranos'.

### Procedimento e tortura
Evidências e testemunhos eram recolhidos antes de uma prisão feita. Uma vez que a prisão era feita, os bens do acusado eram confiscados pela Inquisição e usados para pagar a sua estadia nas prisões. O acusado tinha várias oportunidades de admitir qualquer comportamento herético antes que as acusações contra ele fossem identificadas. Se o acusado não admitisse qualquer irregularidade, os inquisidores ditavam as acusações e o acusado era obrigado a responder a elas imediatamente. A tortura era usada para extrair confissões durante um julgamento, mas não era usada como punição após a sentença. Se a tortura fosse usada, o acusado era obrigado a repetir seu arrependimento sem tortura.[carece de fontes?] A Inquisição também tinha uma regra de que eles só podiam usar tortura uma vez, no entanto, eles eram capazes de 'suspender' as sessões e retomá-las no dia seguinte, embora isso nunca levasse ao terceiro dia.
Como nas inquisições francesas, o objetivo da tortura inquisitorial espanhola era obter informações ou confissões, não punir. Segundo Kamen, ela foi usada em uma porcentagem relativamente pequena de julgamentos, às vezes apenas a a ameaça de tortura era suficiente para induzi-lo a confessar, e era geralmente pouco usada, sendo na verdade o último recurso. As "cenas de sadismo evocadas pelos escritores populares na inquisição têm pouca base na realidade, embora todo o procedimento tenha sido desagradável o bastante [até] para provocar protestos periódicos dos espanhóis".
O historiador moderno Thomas F. Madden sugeriu que a Inquisição "era uma tentativa de impedir execuções injustas" e "a Inquisição Espanhola foi amplamente aclamada como a melhor instância mais humana da Europa". Ao invés, Walter Ullmann conclui: "Dificilmente há um item em todo o procedimento inquisitorial que possa ser enquadrado nas exigências da justiça; pelo contrário, cada um de seus itens é a negação da justiça ou uma caricatura hedionda dela [...] seus princípios são a própria negação das exigências feitas pelos conceitos mais básicos de natural justiça [...] Este tipo de procedimento já não tem nenhuma semelhança com um julgamento judicial, mas é antes a sua perversão sistemática e metódica." 

### Oauto de fé
O auto de fé dava seguimento as decisões dos julgamentos  das inquisições da Espanha. O auto de fé envolvia orações, celebração da missa, uma procissão pública dos culpados e uma leitura de suas sentenças. Representações artísticas do auto de fé geralmente retratam tortura e queima na fogueira. Essas pinturas se tornaram uma fonte importante para criar a imagem violenta popularmente associada às inquisições espanholas. No entanto, esse tipo de atividade nunca ocorreu durante um auto de fé, que era essencialmente um ato religioso. A tortura não foi administrada após a conclusão de um julgamento e as execuções sempre foram realizadas após e separadas do auto de fé. Como os autos de fé separam oficialmente a tortura e a execução, todos esses eventos devem ser considerados separados. Embora alguma tortura (rotina em todo o continente na época) possa ter sido causada indiretamente pela igreja, a igreja não era responsável oficialmente pelos assassinatos cometidos durante a inquisição.
Entre 1550 e 1800, as inquisições na Espanha concentraram-se não apenas nos protestantes, mas também nos conversos, na supervisão de seu próprio clero, no problema geral das crenças religiosas não convencionais entre os católicos e no comportamento "blasfemo" ou "escandaloso". Alguns acreditam que as inquisições espanholas podem não ter sido excepcionalmente diferentes de outros tribunais europeus da época em seu julgamento por esses crimes, pois muitas dessas acusações eram vistas como parte de uma ampla classe de crimes morais que suscitavam uma preocupação legítima de tribunais espirituais e seculares em uma época em que muitos consideravam a religião como a base fundamental da sociedade.

### Crítica a Henry Kamen
Richard L. Kagan, no New York Times, em Abril de 1998, critica Kamen: "(...) ansioso por contrariar a concepção da Inquisição do século XIX como um monstro que acabou por consumir  a Espanha, não consegue entrar na barriga da besta e avaliar o que realmente significava para as pessoas que com ela viviam. Pouco se fala, por exemplo, sobre os próprios Inquisidores, e sobre o que estes procuraram alcançar para além de uma confissão de culpa .(...) Kamen também não conduz o leitor através de  um julgamento real. Se o tivesse feito, um leitor poderia concluir que a instituição que ele retrata como relativamente benigna em retrospectiva também era capaz de inspirar medo e tentativas desesperadas de fuga e, portanto, mais merecedora de sua reputação anterior. Também se poderia dizer mais sobre os advogados que intervieram nos julgamentos e manipularam seus procedimentos, juntamente com os estratagemas, como subornos e apelos  de insanidade, que os réus costumavam usar para fazer parar a maquinaria inquisidora."  Ainda segundo R. Kagan, também são necessários estudos que realmente utilizem seus arquivos - a Inquisição manteve excelentes registros - para reconstruir o mundo dos indivíduos que se enredaram na sua rede

## As Inquisições na Itália

### Contexto
Tendências crescentes no regionalismo, as críticas aos abusos eclesiásticos, o Papado de Avinhão e o Grande Cisma contribuíram para o surgimento de novas dissensões e inquietações religiosas na Itália dos séculos XIV e XV. Além disso, a ampla reforma eclesiástica e clerical avançou nas últimas décadas do século XV e, na segunda década do século XVI, os movimentos de reforma prevaleceram em muitas partes da Europa.
Os protestos levantados por Martinho Lutero, iniciados em 1517, inicialmente não receberam muita atenção do papado. Lutero e seus apoiadores concretizaram os princípios da Reforma Protestante durante a década de 1520, desencadeando o desenvolvimento de muitos movimentos de reforma em várias regiões da Itália. Na época do pontificado de Paulo III, o movimento Reforma havia varrido grande parte da Europa da Igreja Católica. Em resposta, Paulo III emitiu o Licet ab initio, estabelecendo inquisições em Roma em 1542. Essas inquisições consistiam em seis cardeais, com autoridade para investigar heresia e nomear deputados quando julgassem necessário.

### A criação do Santo Ofício
Embora as inquisições romanas tenham trabalhado moderadamente e com cautela durante o restante do pontificado de Paulo III, elas se tornaram uma parte essencial da estrutura de Roma quando Paulo IV, que se tornou papa em 1555, lançou a Contra-Reforma que Paulo III iniciou. Mais tarde, em 1588, o Papa Sisto V organizou oficialmente as inquisições na Congregação da Santa Inquisição Romana e Universal ou no Santo Ofício. É importante notar, no entanto, que este era apenas um dos quinze departamentos administrativos do governo papal e não era o único órgão operacional da Igreja.

### "Heresias" das Inquisições Italianas
Embora as inquisições na Espanha tenham processado uma pequena quantidade de reformadores, as inquisições romanas foram as primeiras a atacar intencionalmente e especificamente a heresia do protestantismo. Essas inquisições e seus tribunais subordinados foram geralmente bem-sucedidos em impedir que qualquer influência protestante substancial se espalhasse por toda a Itália. Protestantes nas décadas e séculos vindouros usariam essa perseguição de vida relativamente curta como base para suas acusações sobre a "terrível Inquisição". Os movimentos protestantes foram reduzidos em cerca de 1600, portanto, durante o século XVII, as inquisições romanas voltaram seu foco para outras ofensas além do protestantismo, notadamente a heresia magia.
Em muitos ensaios envolvendo bruxaria ou feitiçaria, "os inquisidores entenderam muito bem que a falta de catequese ou orientação pastoral consistente muitas vezes resultava em mal-entendidos de doutrina e liturgia, e mostravam tolerância a todas as circunstâncias, exceto as mais inevitáveis, sérias. Assim, embora as inquisições espanhola e romana tenham processado os crimes de bruxaria e feitiçaria muito cedo e vigorosamente, eles também foram os primeiros tribunais a serem céticos em relação às evidências e ao mecanismo das acusações de bruxaria, e ofereceram consistentemente o tratamento mais brando a casos marginais" 
A historiadora italiana Andrea Del Col estima que dos 62 mil casos julgados pela Inquisição na Itália após 1542, apenas 2% (1.250 casos) terminaram com sentença de morte.

### Evolução do Santo Ofício
Na virada do século XVIII, a Congregação do Santo Ofício praticamente não tinha poder ou influência fora dos Estados Papais. Sua principal função mudou mais uma vez para a investigação da imoralidade e corrupção clericais e para a censura de livros impressos, o último dos quais foi a principal responsabilidade da Congregação do Índice. Em 1860, as restrições impostas à autoridade eclesiástica e ao emergente estado italiano nacional apenas reduziram ainda mais as atividades do Santo Ofício. Com seus poderes reduzidos ao estado papal enfraquecido, o Escritório tornou-se um comitê consultivo para os papas do final do século XIX, onde desempenhava um papel consultivo muito maior que o papel executivo.
Em 1965, o Papa Paulo VI mudou o nome do Santo Ofício para "A Sagrada Congregação para a Doutrina da Fé" e aboliu inteiramente a Congregação do Índice em 1966. Desde então, a Congregação para a Doutrina da Fé funcionou como consultora papal em questões teológicas e em questões de disciplina eclesiástica. "Embora seu trabalho seja regular, a Congregação dificilmente pode ser considerada uma Inquisição".

## A criação de "A Inquisição"
A noção moderna de uma "Inquisição" unificada e horrível é, para Peters,  uma assembleia do "corpo de lendas e mitos que, entre os séculos XVI e XX, estabeleceram o caráter percebido dos tribunais inquisitoriais e influenciaram todos os esforços subsequentes para recuperar sua realidade histórica." "O mito [reunido] foi originalmente concebido para servir de diversas formas aos propósitos políticos de vários regimes políticos modernos, bem como aos reformadores protestantes, defensores da tolerância religiosa e civil, inimigos filosóficos do poder civil das religiões organizadas, modernistas progressistas... "  Foi a perseguição relativamente limitada dos protestantes, principalmente pelas inquisições da Espanha e da Itália, que provocou a primeira imagem de "A Inquisição" como o veículo mais violento e supressor da Igreja contra o protestantismo. Mais tarde, os críticos filosóficos da perseguição religiosa e a Igreja Católica apenas promoveram essa imagem durante o Iluminismo.

### Oposição católica à Inquisição Espanhola
"...uma das principais fontes primárias de propaganda anti-Inquisição era de origem católica. Com a exceção excepcional do Sacro Império Romano, todos os importantes estados católicos da Europa, incluindo a França, eram em algum momento hostis à Espanha". O cientista político contemporâneo Nicolau Maquiavel (em O príncipe) sugeriu que o rei Fernando da Espanha (que deu origem à Inquisição Espanhola) usou a religião para sua vantagem política e financeira. Os italianos sob o domínio espanhol se revoltaram repetidamente contra a imposição de uma Inquisição Espanhola (como as revoltas em Nápoles em 1547). Mercenários espanhóis e germânicos não pagos do rei da Espanha (Carlos V, Sacro Imperador Romano-romano) saquearam Roma dez anos depois que Lutero publicou suas teses, sitiando o papa e encerrando a preeminência de Roma no Renascimento. Diplomatas italianos expressaram uma opinião baixa sobre os espanhóis e sua Inquisição. Críticas internas às políticas espanholas nas Américas foram citadas por inimigos da Inquisição.

### "Uma visão protestante..."
"Quando a imprensa começou a formar a opinião pública... as vítimas mais diligentes da Inquisição eram apoiadores da Reforma, e começaram a convencer a Europa de que as intenções da Espanha ... agora eram dirigidas contra a verdade e a liberdade cristãs."  "A Inquisição" foi caracterizada pela organização clerical e apoio das inquisições na Espanha e na Itália, seu sucesso "unido" na supressão das doutrinas protestantes e o medo de a Inquisição ser iniciada em outro lugar. "A propaganda nesse sentido provou ser surpreendentemente eficaz no contexto dos conflitos políticos da época, e sempre havia refugiados da perseguição para dar substância à história". "Quando uma visão protestante da história cristã se formou no século XVI, as inquisições contemporâneas foram identificadas com os tribunais inquisitoriais do passado medieval, e os reformadores protestantes com vítimas anteriores da Inquisição". defensores católicos do processo inquisitorial usavam o mesmo argumento - que os reformadores não eram diferentes dos hereges medievais e deveriam ser processados da mesma maneira - perpetuando assim a ideia de uma inquisição contínua e idealizada. Ambos os lados fizeram apelos emocionais; "Assim, ao lado de vários tipos de polêmica teológica e pessoal, começou uma guerra de martirologias".

### A revolta dos Países Baixos
A Holanda e a Espanha passaram a compartilhar governantes por casamento e herança entre famílias reais. Os holandeses se debateram sob a monarquia compartilhada; seus muitos estados queriam manter a autonomia tradicional enquanto a coroa buscava autoridade centralizada. A animosidade entre o rei e os Países Baixos tinha origens complexas - políticas, econômicas, culturais, religiosas e pessoais.
Por volta de 1550, a "imprensa e propaganda holandesa se voltou para o serviço da reforma política, com a Inquisição como foco principal, em ... uma larga escala e com ... efeitos devastadores". Embora os holandeses organizassem suas próprias inquisições estatais, temia-se que o rei Filipe II implementasse uma nova "Inquisição Espanhola" na Holanda para eliminar o protestantismo. Literatura popular, panfletos em circulação e outras imagens pintaram o quadro de uma "Inquisição Espanhola" generalizada e terrível. Um decreto da Inquisição Espanhola, assinado pelo Rei da Espanha em 1568, declarou a perda da maioria das vidas e propriedades holandesas. O decreto não estava determinado a ser uma falsificação até o século XX. Essa propaganda anti-inquisição motivou todos os cidadãos.
Por fim, devido a uma falsa propaganda, "A Inquisição" passou a ser vista como o principal instrumento da tirania católica, não apenas dos protestantes, mas também da liberdade de pensamento e religião em geral. No entanto, exportar a Inquisição para a Holanda nunca esteve nos planos dos governantes espanhóis dos Habsburgos, pelo menos depois da época de Carlos V.  [carece de fontes?]

### Montanus
Em 1567, foi publicada uma Declaração de Descoberta e Planos de Práticas Secundárias de Sutilezas da Santa Inquisição da Espanha, sob o pseudônimo de Reginaldus Gonzalvus Montanus. Enquanto a autoria é contestada, provavelmente foi escrita por Antonio del Corro e/ou Casiodoro de Reina, ambos monges católicos espanhóis que se tornaram protestantes e fugiram da Inquisição. O primeiro era um teólogo, parente próximo de um inquisidor e inimigo feroz da Inquisição Espanhola em sua campanha para destruir o protestantismo. Este último estudou a Bíblia desde a infância, mais tarde traduzindo a Bíblia para o espanhol. O texto de Montanus foi "breve, inteligentemente projetado e escrito em um estilo animado e envolvente". Foi simultaneamente preciso sobre as práticas da Inquisição (talvez publicadas pela primeira vez) e enganoso. "Tomando algumas das práticas mais inquisitivas mais extremas como norma, Montanus retrata todas as vítimas da Inquisição como inocentes, todos os oficiais da Inquisição são venais e enganosos, e todos os passos de seu procedimento como uma violação dos princípios naturais e leis racionais". O texto incluía 12 histórias de mártires luteranos da Inquisição, que foram amplamente lidas no início do século XIX. O documento, juntamente com várias publicações sucessivas, foi reimpresso e traduzido por toda a Europa e se tornou a fonte definitiva da Inquisição por muitos anos; "histórias" sobre a Inquisição, escritas após 1567, contavam com Montanus como sua principal fonte. A Inquisição Espanhola, considerando seus procedimentos secretos, nunca contestou Montanus. Em uma guerra de relações públicas da imprensa, a Inquisição Espanhola perdeu.
Por razões de história, a Inglaterra e a França foram particularmente receptivas a Montanus. Os monarcas ingleses alternaram entre perseguir católicos e perseguir protestantes. Os franceses não podiam concordar com uma jurisdição; as inquisições parlamentares e reais haviam falhado.
Uma história mais equilibrada aguardava a publicação de Philipp van Limborch em 1692. Juan Antonio Llorente mais tarde publicou uma história mais detalhada, embora exagerada, através de seu acesso aos arquivos da Inquisição Espanhola.

### Guilherme de Orange
Também citado como um dos documentos mais famosos que apoiam o mito de "A Inquisição" é o Apologie de Guilherme de Orange, publicado em 1581. Escrito pelo huguenote francês Pierre Loyseleur de Villiers, o Apologie apresentou um horror narrativa da Inquisição Espanhola. Este documento preservou e reforçou toda a propaganda antiInquisição gerada no início e durante toda a revolta holandesa.
Guilherme de Orange era amigo pessoal de seu rei desde a infância. No entanto, ele se tornou o líder da revolta holandesa. O rei colocou um preço em sua cabeça, levando ao seu assassinato. Villiers fora o capelão de Guilherme. A Apologie foi a refutação de Guilherme de Orange das acusações feitas contra ele (e, portanto, contra a revolta). O assassinato e a refutação fizeram de Guilherme de Orange um mártir, unificando a oposição em uma guerra muito longa que acabou levando à formação da Bélgica e da República Holandesa como países separados.

### A Lenda Negra
Durante esse período, a Inglaterra, sob o domínio da rainha protestante Elizabeth I e ameaçada por ataques militares da Espanha, encontrou uma nova onda de nacionalismo sendo alimentada por propaganda anticatólica centrada em uma série de livros e panfletos que detalhavam o horror da guerra: A "Inquisição espanhola". Peters escreve: "Uma imagem da Espanha circulou pela Europa do final do século XVI, carregada por meio de propaganda política e religiosa que obscureceu o caráter dos espanhóis e de seu governante a tal ponto que a Espanha se tornou o símbolo de todas as forças de repressão, brutalidade, intolerância religiosa e política e atraso intelectual e artístico pelos próximos quatro séculos... denominaram esse processo e a imagem que resultou dele como 'A Lenda Negra' (la leyenda negra)".
Henry Kamen criticou o conceito: "O emprego persistente do rótulo [Lenda Negra] para fins ideológicos, a fim de rebater qualquer crítica ao registro imperial da Espanha, tornou inadequado o uso e impreciso. De qualquer forma, muitas das ações da Espanha... eram reais demais e nenhuma "lenda". "Em todos os momentos, as nações imperiais tendem a sofrer... na arena da opinião pública, e a Espanha não foi exceção, tornando-se a primeira vítima de uma longa tradição de polêmica que escolheu a Inquisição como o ponto de ataque mais saliente".

### O Iluminismo e a Arte
No século XVII, "A Inquisição" forneceu aos pensadores políticos e filosóficos um símbolo ideal de intolerância religiosa. Esses filósofos e políticos denunciaram apaixonadamente "A Inquisição", citando-a como a causa de todas as falhas políticas e econômicas nos países onde as "Inquisições" eram realizadas. Desses debates sobre tolerância, "A Inquisição" foi apresentada pelos filósofos franceses como o pior de qualquer mal religioso que já saiu da Europa. Além disso, escritores, artistas e escultores dos séculos XVII e XVIII usaram "A Inquisição" como uma de suas principais inspirações, retaliando contra a supressão de criatividade, literatura e arte da "Inquisição". Essas imagens artísticas se tornaram alguns dos perpetuadores mais duradouros e eficazes do mito da "Inquisição".